# ساردینیا (نیویورک)
ساردینیا (به انگلیسی: Sardinia) یک منطقهٔ مسکونی در ایالات متحده آمریکا است که در شهرستان ایری، نیویورک واقع شده‌است. ساردینیا ۱۳۰٫۵۶ کیلومتر مربع مساحت و ۲٬۷۷۵ نفر جمعیت دارد و ۵۴۵ متر بالاتر از سطح دریا واقع شده‌است.